# In-A-Gadda-Da-Leela
In-A-Gadda-Da-Leela (рус. «В Лилейском саду») — второй эпизод шестого сезона мультсериала «Футурама»

## Сюжет
Земля под угрозой уничтожения. В сторону Земли летит таинственная сфера V-GINY, которая уже уничтожила на своём пути планету XXX, планету Нудистских Пляжей, планету Жопитер, а также планету #!@€$!#%& (которую не принято упоминать в порядочном обществе). И не просто уничтожила, а стёрла, «как восемнадцать минут из компрометирующей записи». Зеппу и Лиле, отправившимся к сфере на одноместном невидимом истребителе, не удалось её обезвредить. Они потерпели крушение в неизвестной точке Галактики, и оказались в саду, где ещё не ступала нога человека. Тем временем Профессору удалось выяснить происхождение таинственной сферы, а также то, за что она уничтожает планеты — она выступает в роли органа цензуры, «вырезая» планеты «неприличного содержания». Единственный шанс спасти Землю — заставить людей вести себя в рамках приличия. То есть почти никаких шансов. Возможно, Зеппу и Лиле придётся стать Адамом и Евой нового человечества.
Лилу в саду придавливает деревом, и она не может встать на ноги. Кроме того, она сильно вспотела в лётном костюме, который пришлось снять, чтобы не умереть от обезвоживания (чтобы прикрыть наготу, Зепп предлагает Лиле фиговые листья). Зепп не может поднять бревно, чтобы освободить Лилу, но окружает её вниманием и заботой, что нетипично для него (сам он объясняет это травмой головы). Не сумел он также найти воды, или помощи, но смог насобирать горстку орешков, и решил даже сделать каким-то образом телескоп, чтобы Лила могла видеть, что творится на Земле. В саду также водится змей, и Лиле казалось, что он постоянно соблазнял Лилу на секс с Зеппом.
Тем временем команда Planet Express, отчаявшись убедить людей вести себя прилично, решает прилететь на остров Лоихи — единственный на Земле остров, куда не ступала нога человека, и спеть мантру чистоты, чтобы показать таинственной сфере, что на Земле ещё есть места, не изгаженные людьми. Но Бендер всё портит, заигрывая с передающей антенной, с помощью которой они собирались транслировать мантру чистоты.
Лила через телескоп, сделанный Зеппом, видит, как таинственная сфера разрушает Землю. Лила вконец теряет рассудок и решает отдаться Зеппу. На неё падает яблоко, и она воспринимает это как знак, что им предстоит стать прародителями нового человечества. Только прежде, чем отдаться Зеппу, она откусывает яблоко. И вдруг понимает, что орешки были солёные — как те, которые положил ей Фрай в дорогу. После расспросов она узнаёт, что вся забота, которую проявлял Зепп, была всего лишь попыткой развести Лилу на секс. На самом деле истребитель оказался почти цел, в нём сохранилась еда и вода, деревом Лилу придавил сам Зепп. Позже появился Фрай, и оказалось, что они на Земле, а сцену гибели Земли смонтировал Зепп и показал Лиле через голографический проектор системы навигации истребителя. Однако сфера никуда не делась, но она увидела Зеппа с Лилой и приняла их за Адама и Еву. Сфере это понравилось, и она согласилась не уничтожать Землю при условии, что Зепп и Лила «скрепят делом свой союз». Лила согласна при условии, что нет другого способа спасти Землю, но Зепп в растерянности и согласился не сразу. Фрай же попросил хотя бы прикрыть это цензурой, в чём сфера отказала.

## Персонажи
Список новых или периодически появляющихся персонажей сериала
- Зепп Бранниган
- Киф Крокер
- Голова Ричарда Никсона
- Сэл
- Петуния

## Изобретения будущего
- Невидимый космический истребитель — небольшой одноместный космический корабль, способный становиться полностью невидимым. Пассажира, однако, корабль не скрывает.
- Купол всепонимания — стеклянная камера, возможно, ускоряющая мыслительные процессы.

## Интересные факты
- Как выяснил Профессор, загадочная сфера возникла в результате столкновения и слияния двух спутников: USAF Flying Destiny и V-Сhip. Прототипом последнего стала технология V-Chip, которая должна поддерживаться каждым телевизором, продаваемым в США.
- Когда Никсон говорит про уничтожение планеты XXX, он сравнивает это с восемнадцатью минутами компромата, именно столько минут отсутствует на Уотергейтской записи видеокамер.
- Чёрную субстанцию, похожую на ту, что выделяет V-GINY, можно видеть в игре «Primary».